# Fletxa Valona 2006
La Fletxa Valona 2006 fou la 70a edició de la cursa ciclista Fletxa Valona. Es disputà el 19 d'abril de 2006 i el vencedor final fou l'espanyol Alejandro Valverde, de l'equip Caisse d'Epargne-Illes Balears, que s'imposà a l'esprint.

## Resultats
|    | Ciclista           | Equip                          | Temps      |
| -- | ------------------ | ------------------------------ | ---------- |
| 1  | Alejandro Valverde | Caisse d'Epargne-Illes Balears | 4h 42' 45" |
| 2  | Samuel Sánchez     | Euskaltel-Euskadi              | m. t.      |
| 3  | Karsten Kroon      | Team CSC                       | m. t.      |
| 4  | Fränk Schleck      | Team CSC                       | m. t.      |
| 5  | Patrik Sinkewitz   | T-Mobile Team                  | + 3"       |
| 6  | Danilo Di Luca     | Liquigas                       | + 5"       |
| 7  | David Etxebarría   | Liberty Seguros-Würth          | + 7"       |
| 8  | Koldo Gil          | Saunier Duval-Prodir           | + 10"      |
| 9  | Serguei Ivanov     | T-Mobile Team                  | + 12"      |
| 10 | Matthias Kessler   | T-Mobile Team                  | + 14"      |